# Келтска арфа
Келтска арфа е музикален инструмент от групата на струнните инструменти.
Това е вид старинен инструмент от Ирландия и Шотландия. Отличава се с нежна, подобна на съвременната арфа звучност, но по-тиха и с по-силно металическо звучене. Най-ранните сведения за този инструмент датират от 700 г. сл. Хр. – това са каменни плочки, открити в Шотландия, на които е изобразен арфист. Позната е и като ирландска арфа.
Келтската арфа е била изключително популярна от Средновековието до края на 19 век, когато вече започва да отмира. Инструментът е нехроматичен, нетемпериран, със струни първоначално направени от конски косми, след това от черва, а след 15 век – от метал. Броят на струните варира силно – от 7 в по-ранните инструменти до 34 в съвременните. Корпусът е триъгълен, със значително по-малък резонатор от този на класическата арфа. Има различни начини за извличане на полутонове (струните възпроизвеждат само натурални тонове), но най-разпространеният е чрез специални метални кукички.
В миналото бардовете в Ирландия и Шотландия са на почит, тъй като обикновено са единствените, които могат да свирят на този инструмент. Имали са специални права и обикновено са свирили на церемонии по коронясване на крале, племенни вождове, както и различни келтски религиозни обреди.
Днес са запазени 3 келтски арфи – 2 от тях се съхраняват в Шотландия (арфата на кралица Мери и т.нар. Ламонт), а третата е в Ирландия, известната „Арфа на Браян Бору“ и „Арфа от Тринити колидж“, съхранявана в най-реномираната ирландска учебна институция. Днес тя е широко разпространена в тези страни, както и в по-малка степен в Северна Америка. Келтската арфа е национален символ на Ирландия, който присъства и на герба на републиката. Придобила е този статус най-вече в чест на Браян Бору – един от най-големите ирландски национални герои.  Той е останал в историята най-вече с обединяването на ирландските кланове и прекратяването на викингската хегемония на острова. Историческите извори, наред с множество други качества, му приписват и майсторското овладяване на този инструмент.

## Музиканти
- Анна-Мария Равнополска-Дийн